# Der versöhnte Menschenfeind
Der versöhnte Menschenfeind ist ein Fragment gebliebenes Trauerspiel von Friedrich Schiller. Es existieren insgesamt nur acht Szenen, die erstmals 1790 in der Zeitschrift Thalia veröffentlicht wurden.

## Entstehungsgeschichte

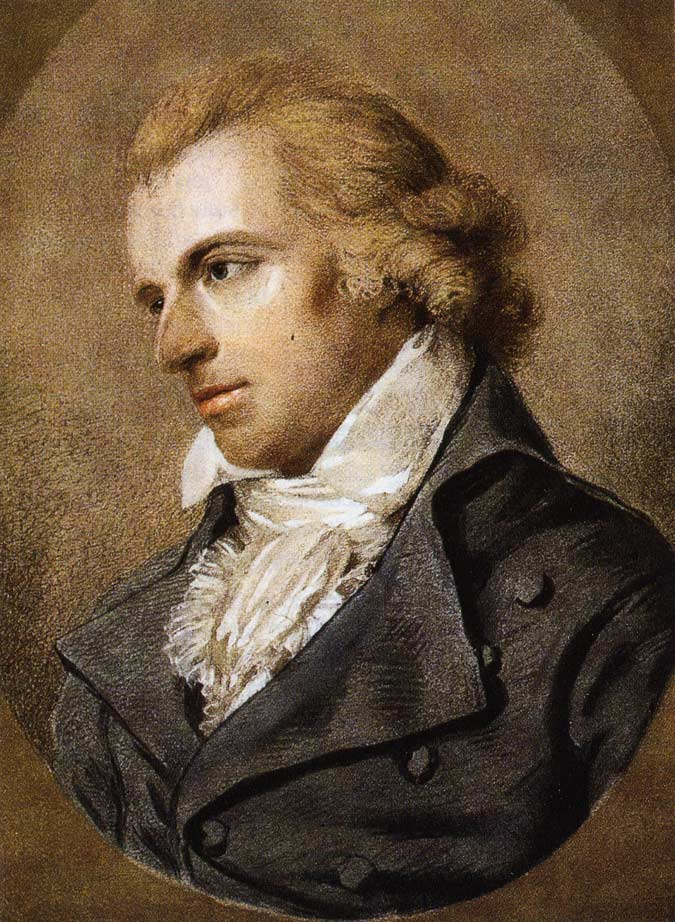
Friedrich Schiller, porträtiert von Ludovike Simanowiz im Jahr 1794

Schiller begann mit der Arbeit an dem Stück im Spätsommer oder Herbst 1786. Er konnte das Trauerspiel aber nicht vollenden. Zwei Jahre später unternahm er einen neuen Anlauf, brach diesen aber wieder ab. Die bis dahin vorliegenden acht Szenen veröffentlichte er schließlich im Dezember 1790 in seiner Zeitschrift Thalia.
Schiller war zu diesem Zeitpunkt bereits zur Überzeugung gelangt, dass sich der Stoff nicht für ein Drama eigne. So heißt es in einer Anmerkung am Ende des Stücks: „Vielleicht dürfte die Geschichte dieses Menschenfeindes und dieses ganze Charaktergemälde dem Publikum einmal in einer andern Form vorgelegt werden, welche dem Gegenstand günstiger ist, als die dramatische.“

## Inhalt
Die vorliegenden acht Szenen des Fragments lassen Handlungsgang und Konzeption allenfalls erahnen. Im Zentrum stehen der reiche Gutsherr von Hutten und seine Tochter Angelika.
Von Hutten hat von der Menschheit eine nicht näher genannte tödliche Kränkung erfahren und sich tief verletzt in die Einsamkeit zurückgezogen. Seiner Tochter nötigt er das Versprechen ab, nie zu heiraten und nie einen Mann glücklich zu machen. Diese aber hat sich bereits in Rosenberg verliebt, der nun beim Vater um sie werben möchte.

## Thema
Schiller selbst hat die Art von Menschenhass, die dem Stück zugrunde liegen sollte, als „zu allgemein und philosophisch“ bezeichnet, als dass er sich für eine dramatische Behandlung eignen würde. Eine Deutung ist unter diesen Umständen kaum möglich. Selbst der Ausgang ist umstritten: Christian Gottfried Körner hat vermutet, dass der Titel vom versöhnten Menschenfeind darauf hindeute, dass ein untragischer Ausgang zu erwarten sei. Dem widerspricht aber, dass Schiller das Fragment bei der Erstveröffentlichung ausdrücklich als „Trauerspiel“ bezeichnet hat.

## Zitate
- Mit leeren Händen steigst du vom Zenit des Lebens herunter, was du bei voller Mannkraft verfehltest, wirst du an der Krücke nicht mehr einholen. (v. Hutten)

- Der Mensch wühlt mir Wolken in den silberklaren Strom – wo der Mensch wandelt, verschwindet mir der Schöpfer. (v. Hutten)

- Ja, ich fühle es, ich hange noch an der Welt. Der Bettler scheidet ebenso schwer von seiner Armut, als der König von seiner Herrlichkeit. (v. Hutten)

- Was ich von den Unedlen litt, ist vergessen. Mein Herz blutet von den Wunden, die ihm die Besten und Edelsten geschlagen. (v. Hutten)